# Marsdiep
Marsdiep je duboki plimni kanal između Den Heldera i Texela u Nizozemskoj i teče prema jugu između pješčanih sprudova. Taj kanal povezuje Sjeverno more i Vadensko more.
Oko 1000. pr. Kr. i prije, veći dio današnjeg Vadensko mora i IJsselmeera je bilo kopno, a Marsdiep je bio običan potok. Rani oblik njegovog imena je Maresdeop, naziv koji je vjerojatno povezan s modernim nizozemskim moerasdiep ("močvarna dubina"). Tijekom poplave Svih svetih 1170. godine, more je probilo izvornu barijeru od dina i stvorilo kanal.